# Esbjerg Atletik og Motion
Esbjerg Atletik og Motion (forkortet Esbjerg AM, EAM) er en dansk atletikklub hjemmehørende i Esbjerg. Foreningens træningsfaciliteter findes på Esbjerg Atletikstadion. I 2006 blev det besluttet at sammenlægge Esbjerg Atletik Forening (stiftet 1919) og Esbjerg Motion under én klub. Klubbens nye navn er Esbjerg Atletik og Motion. 